# Cafetería Manhattan
Cafetería Manhattan es una serie de televisión de comedia de situación producida por Globomedia para Antena 3. Se estrenó el 12 de marzo de 2007.

## Argumento
La serie trataba del día a día del personal y la clientela de la Cafetería Manhattan. En cada capítulo, los personajes comentaban de forma irónica noticias de la actualidad real, como sucedería en cualquier bar, de forma que el equipo de guionistas tenía que trabajar al modo de una redacción de informativos, pendientes siempre de las últimas noticias. Cada episodio se terminaba de grabar tan solo dos horas antes de su emisión.

## Reparto
| Personaje  | Intérprete      | Papel                                   | Edad |
| ---------- | --------------- | --------------------------------------- | ---- |
| Santi      | Santi Rodríguez | Barman del Manhattan                    | 40   |
| Torres     | Miki Nadal      | Cocinero del Manhattan                  | 32   |
| Yolanda    | Yolanda Ramos   | Camarera del Manhattan                  | 40   |
| Lidia      | Araceli Vara    | Camarera del Manhattan                  | 29   |
| Bustamante | Sinacio         | Taxista, amigo de Santi                 | 50   |
| Reyes      | Kike Biguri     | Policía municipal, amigo de Torres      | 45   |
| Rosa       | Rosario Pardo   | La nueva rica                           | 45   |
| Julia      | Tina Sainz      | Viuda y pensionista                     | 67   |
| Kako       | Pablo Penedo    | Empleado de mantenimiento               | 20   |
| Carlota    | Elena de Frutos | Secretaria de una empresa de publicidad | 22   |
| Verónica   | Iliana León     | La inmigrante misteriosa                | 30   |
| Diego      | Felipe Andrés   | Dueño de una boutique                   | 33   |
| Alfonso    | Manuel Andrés   | Jubilado                                | 70   |
| Juan Luis  | Gorka Otxoa     | Ejecutivo de una empresa financiera     | 33   |